# Nefateratura mesembrina
Nefateratura mesembrina är en insektsart som först beskrevs av Kevan, D.K.M. och Xingbao Jin 1993.  Nefateratura mesembrina ingår i släktet Nefateratura och familjen vårtbitare. Inga underarter finns listade i Catalogue of Life.